# 熊谷幸三
熊谷 幸三（くまがい こうぞう、1950年〈昭和25年〉10月19日 - ）は、日本の地方公務員。元徳島県副知事。瑞宝中綬章受章。

## 人物・経歴
1973年 京都大学農学部卒業、同年4月 徳島県庁入職、2000年 (平成12年) 4月 農林水産部農林政策課農林水産企画監、県政策監を経て、徳島県副知事就任。2014年4月 公益社団法人徳島県林業公社理事長として同じく理事長を務める公益社団法人とくしま森とみどりの会を合併。徳島工芸村株式会社代表取締役社長を兼務。
県庁退職後にとくしま産業振興機構理事長。2019年 コウノトリやナベヅルなど希少鳥類とその生息環境の保全活動のために「とくしまコウノトリ基金」を発足し理事長に就任。2023年にはNPO法人化した。

## 栄典
2025年、春の叙勲で地方行政事務功労により瑞宝中綬章を受章